# 名古屋铁道300系电力动车组
名古屋铁道300系电力动车组是名古屋铁道运营线路小牧线上并直通运行到上饭田线上的一款通勤型電力動車組，于2002年投入该线路使用。

## 概要
这款列车为使小牧线和上饭田线直通运行而制造。于2002年由日本车辆制造生产，四节编组共八组32节列车。

## 編組方式

### 編成表
|          | 名鐵300系 ←平安通方向犬山方向→ |             |            |             |
| 型式     | 310 （Tc1）                    | 320 （M2）  | 330 （M1） | 340 （Tc2） |
| 集電弓   |                                | ＜          | ＞         |             |
| 安裝機器 |                                | VVVF/SIV,PT | VVVF,PT    |             |
| 車輛編號 | 311 ： 318                     | 321 ： 328  | 331 ： 338 | 341 ： 348  |

範例
- VVVF：主控制裝置
- SIV：靜態式變流器
- CP：空氣壓縮機（主風泵）
- Tc：无动力，带驾驶室
- M：有动力